# Marek Michalicka
 Marek Michalicka  (nacido el 23 de diciembre de 1986) es un tenista profesional de República Checa, nacido en la ciudad de Praga.

## Carrera
Su mejor ranking individual es el N.º 244 alcanzado el 23 de julio de 2012, mientras que en dobles logró la posición 285 el 21 de abril de 2014.
No ha logrado hasta el momento títulos de la categoría ATP ni de la ATP Challenger Tour, aunque sí ha obtenido varios títulos Futures tanto en individuales como en dobles.